# Jaroslav Hašek

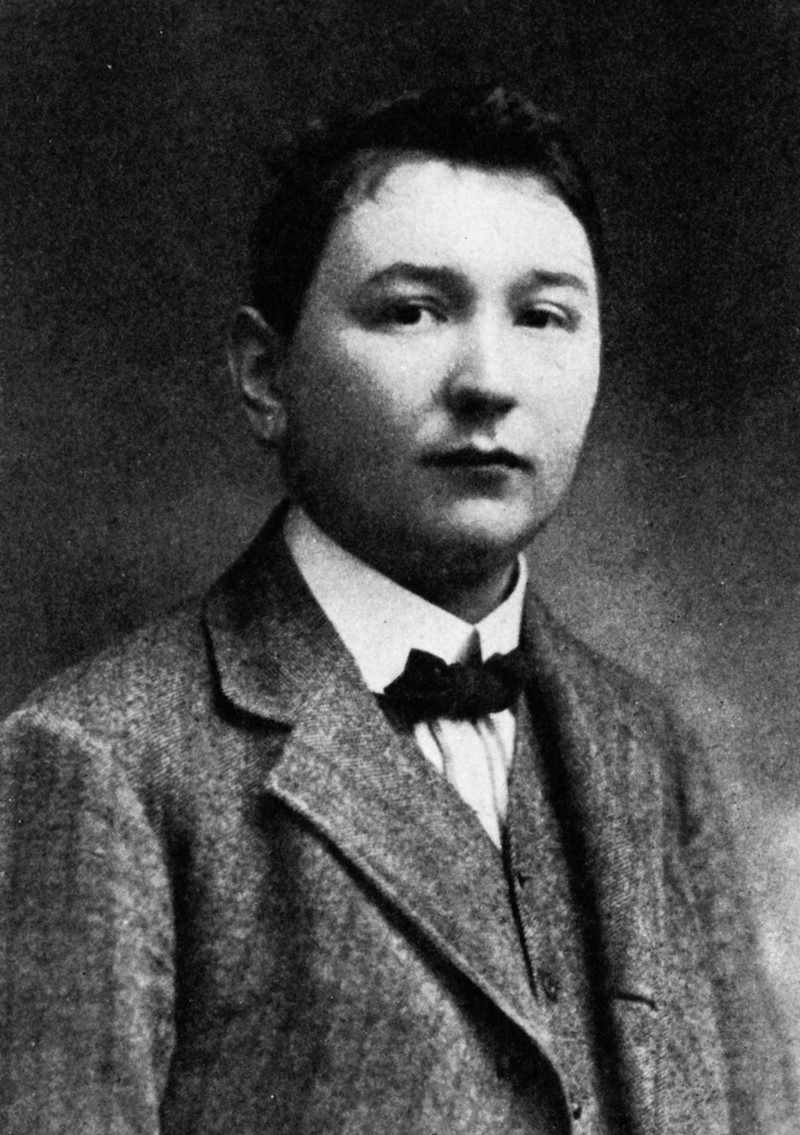
Jaroslav Hašek

Jaroslav Hašek [ˈhaʃɛk] (* 30. April 1883 in Prag, Österreich-Ungarn; † 3. Januar 1923 in Lipnice nad Sázavou) war ein tschechischer Schriftsteller, der vor allem durch seine literarische Figur des „guten Soldaten Švejk“ berühmt wurde.

## Leben
Jaroslav Hašek wurde als Sohn des Oberschulhilfslehrers Josef Hašek geboren. Er besuchte zunächst das Gymnasium, welches er jedoch nach dem frühen Tod des Vaters 1896 verlassen musste. In der Prager Drogerie Kokoška begann er eine Lehre. Als ihm sein Lehrherr ein knappes Jahr später kündigte, trat er in die neu gegründete Handelsakademie ein und absolvierte sie mit Erfolg. Mit 17 Jahren veröffentlichte Hašek seine ersten Gedichte und Reiseskizzen, die bis 1903 hauptsächlich in der Zeitung Národní listy erschienen. 1902 trat er eine Stellung in der Prager Bank „Slavia“ an, die er jedoch nach wiederholtem unentschuldigten Fernbleiben verlor. Von da ab widmete er sich nur noch der Schriftstellerei.
1904 schloss sich Hašek der tschechischen anarchistischen Bewegung an. Zeitweise kam es bei diversen Protestaktionen zu Konflikten mit den Ordnungshütern. 1907 wurde er Redakteur der Zeitschrift Komuna. 1908 gab er die Verbindungen zu den Anarchisten wegen seiner geplanten Heirat mit Jarmila Mayerová auf.
In den Jahren 1908 bis 1911 schrieb er viele Humoresken für verschiedene Zeitschriften, z. B. Kopřivy (Brennnesseln) und Karikatury. Sein Schreibstil widersprach der damaligen Literaturkonvention; er verwendete die derbe und vulgäre Volkssprache in einem unerhörten Maße. Deshalb wurde er von der Literaturszene ignoriert, die ihn in die Sparte „Gossenliteratur“ einordnete. Hašek selbst brachte seinen Manuskripten ebenfalls wenig Achtung entgegen; meist verzichtete er darauf, sie nach Drucklegung überhaupt zu lesen.

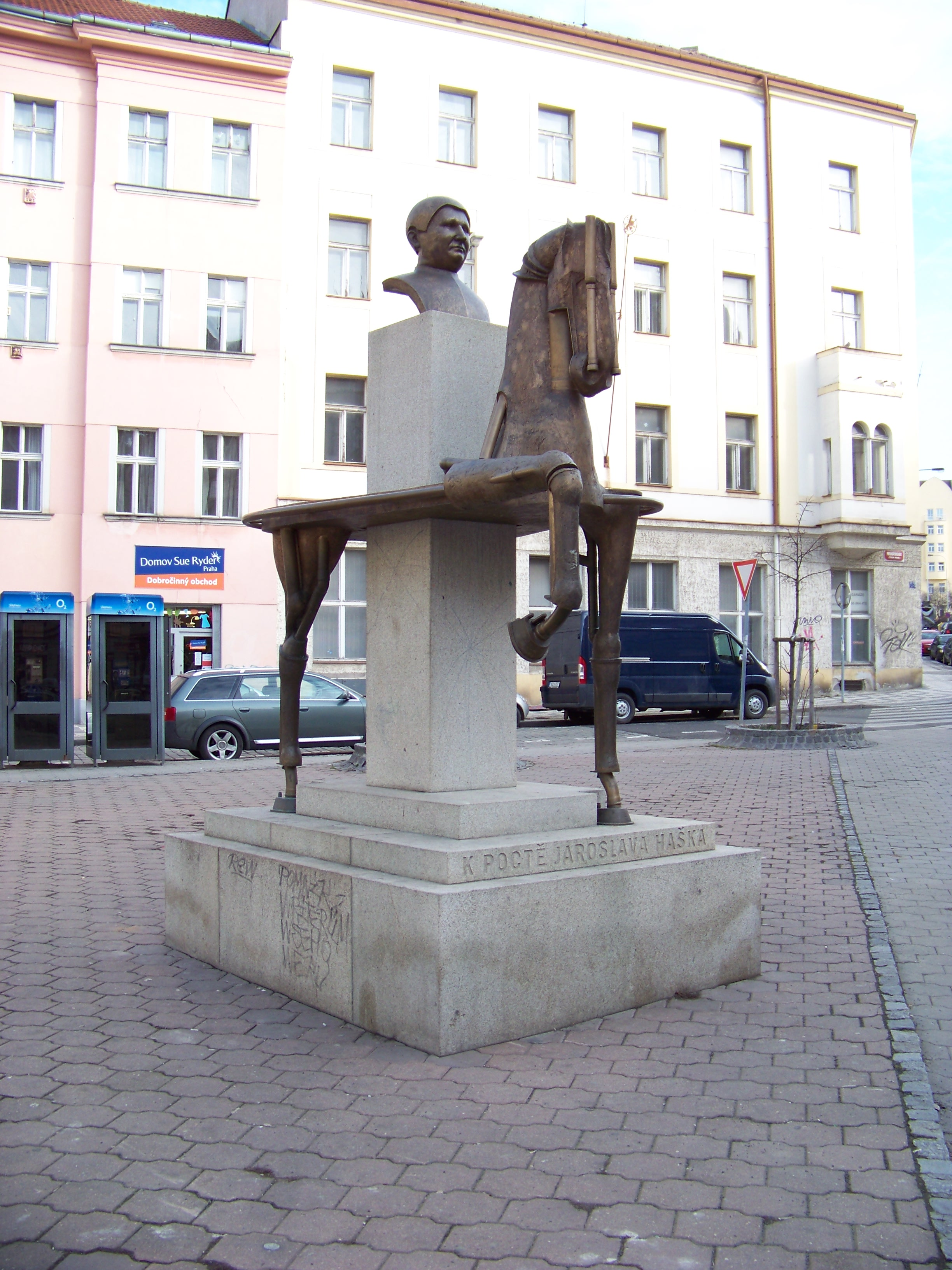
Denkmal für Hašek in Prag

1910 wurde er Redakteur der Zeitschrift Svět zvířat (Welt der Tiere), der er zu kurzer Berühmtheit verhalf, indem er Artikel über erfundene Tiere veröffentlichte. Die spektakuläre Entdeckung eines Flohs aus der Urzeit beispielsweise sorgte für großes Aufsehen in der Fachwelt – Hašek korrespondierte mit Zoologen aus aller Welt. Er schreckte auch nicht vor der Schilderung von sich bis zur Bewusstlosigkeit betrinkenden Papageien zurück und gab Tipps zur Zucht von Werwölfen. Nachdem er diese Stelle hatte aufgeben müssen, da das Ansehen der Zeitschrift nachhaltig geschädigt war, betrieb er einen Hundehandel, indem er gestohlene Hunde mit eigenhändig gefälschten Stammbäumen verkaufte.
Er war Mitbegründer der Partei für gemäßigten Fortschritt in den Schranken der Gesetze, die 1911 die Wahlmethoden und Phrasen der anderen Parteien satirisch kommentierte. In seinen Reden im Prager Lokal „Kravin“ (Kuhstall) forderte er im Namen seiner Partei „vernünftiger Staatsbürger, die sich dessen bewusst sind, dass jeder Radikalismus schadet und dass gesunder Fortschritt nur langsam und allmählich erreicht werden kann“, u. a. die Wiedereinführung der Sklaverei oder die Verstaatlichung der Hausmeister. Den Wählern der Partei versprach er ein Taschenaquarium.
1912 gebar seine Frau Jarmila den gemeinsamen Sohn Richard Hašek.

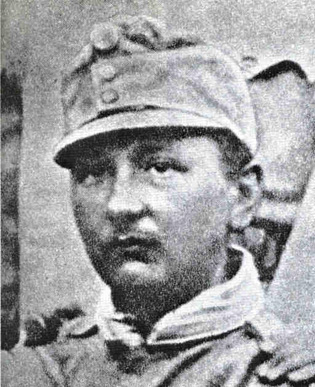
Hašek als österreichischer Soldat 1915

Im Ersten Weltkrieg wurde Hašek zur k.u.k. Armee eingezogen und diente als Einjährig-Freiwilliger im Böhmischen Infanterie-Regiment „Freiherr von Czibulka“ Nr. 91 an der Ostfront. Er ließ sich schon im September 1915 ohne Gegenwehr von den Russen überrennen, um in Gefangenschaft zu geraten. In russischer Kriegsgefangenschaft schloss er sich den Tschechoslowakischen Legionen an. Er schrieb für die Zeitschrift Čechoslovan Beiträge, zumeist Satiren, in denen er sich für die Befreiung seiner Heimat einsetzt. Im März 1918 sagte er sich mit einem Schreiben an die Zweigstelle des Tschechoslowakischen Nationalrats von den Legionen los, deren politische Linie er missbilligte, und wechselte zur Roten Armee. Er trat der Kommunistischen Partei Russlands bei und wurde Organisationskommissar in der 5. Armee. Er schrieb in russischer, deutscher und ungarischer Sprache Beiträge für Armeezeitschriften, hielt Vorträge und arbeitete als Redakteur mehrerer Zeitschriften. Die Leitung der Legion verurteilte ihn in Abwesenheit zum Tode. Am 19. Dezember 1920 kehrte Hašek mit einer russischen Frau nach Prag zurück, ohne vorher von seiner ersten Frau Jarmila geschieden worden zu sein. Er nahm die Arbeit an seinem Hauptwerk Die Abenteuer des guten Soldaten Švejk im Weltkrieg auf. Der Roman erschien zunächst in wöchentlichen Lieferungen mit einer Titelillustration seines Freundes Josef Lada. Er sollte infolge des Ablebens Hašeks unvollendet bleiben. Hašek litt an im Krieg zugezogener Tuberkulose und war zusätzlich durch langjährigen starken Alkoholkonsum geschwächt. Bereits sein Vater war 1896 einer Alkoholvergiftung erlegen.

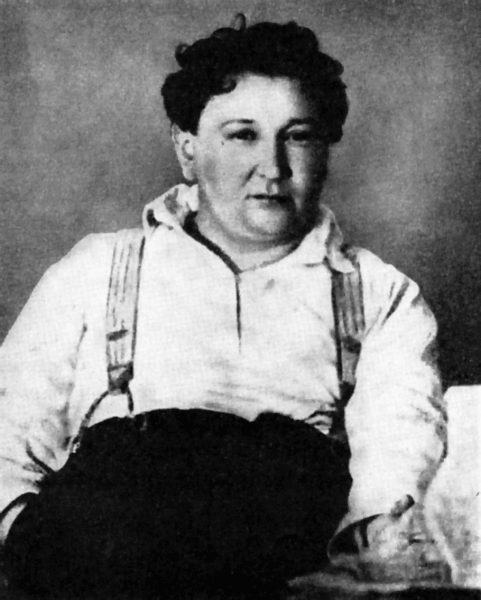
Jaroslav Hašek in seinen letzten Lebensjahren

Hašeks Hauptwerk wurde Anfang der 1920er Jahre von seinem Freund Emil Artur Longen auf der Bühne uraufgeführt. 1927 schrieben Max Brod und Hans Reimann eine Bühnenfassung des „Švejk“ (Bühnenbild: George Grosz), die der Regisseur Erwin Piscator zur Uraufführung brachte und die bis heute (zum Beispiel mit Walter Plathe als Švejk) gespielt wird. Bis zu seinem Tod konnte Hašek lediglich die ersten drei Teile des Romans vollenden, mitten im vierten Teil bricht er ab. Sein Freund Karel Vaněk versuchte dann noch zwei weitere Bände, die jedoch nicht mehr die Qualität der Vorlage erreichten. Später fanden weitere Versuche statt, den Erfolg der Erstveröffentlichung in weiteren Werken fortzuführen; Erfolge blieben jedoch aus. Der Švejk-Stoff wurde zahlreiche Male erfolgreich verfilmt und für die Bühne oder den Hörfunk bearbeitet.

## Zeitgenössische Rezeption
Die Welt, die Hašek vor uns aufbaut ist "verzerrt, schief und krumm und schauerlich wahr."
Kurt Tucholsky

## Eponyme
Der Asteroid (2734) Hašek wurde 1985 nach ihm benannt.

## Werke (Auswahl)

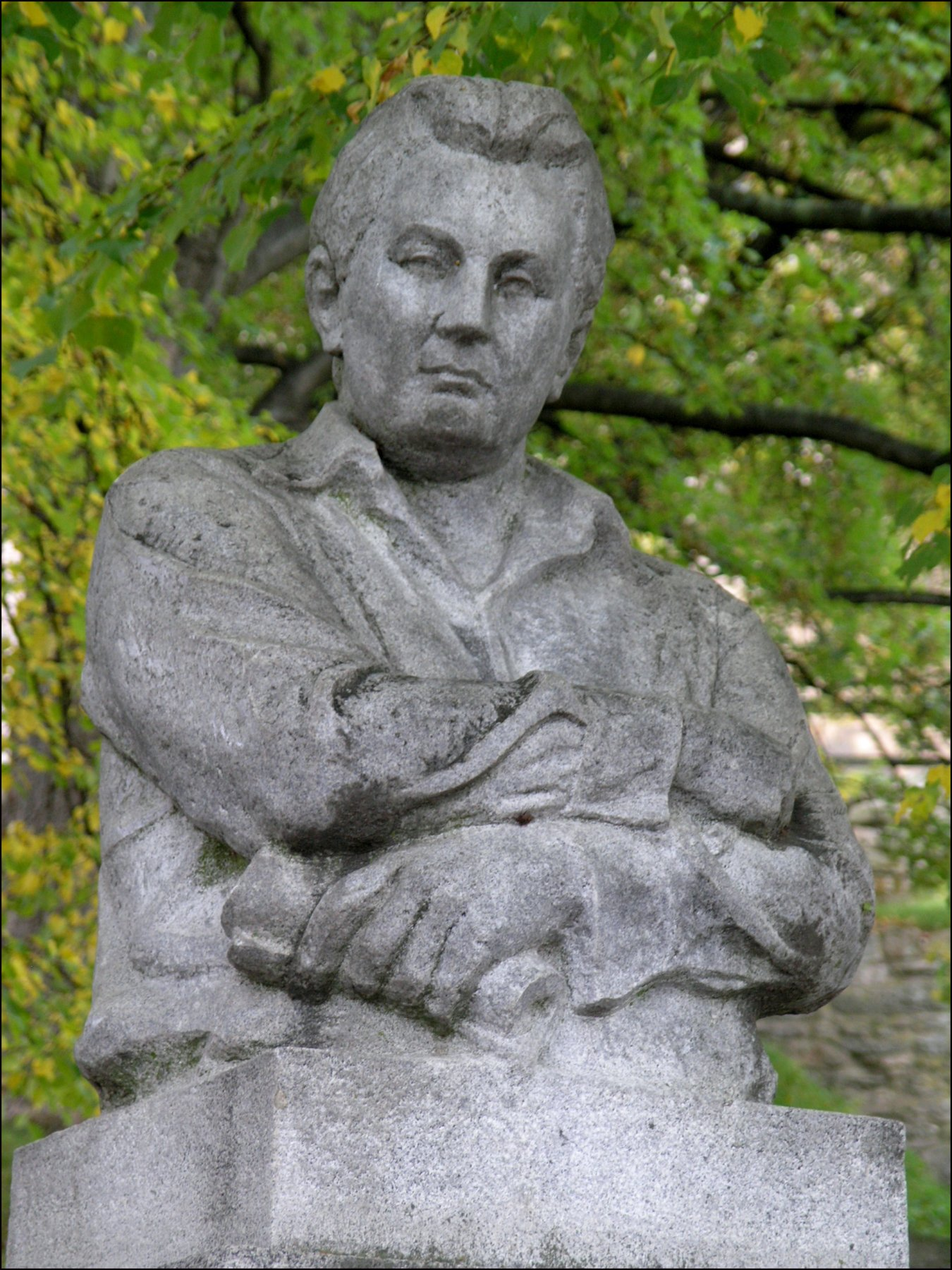
Denkmal für Hašek in Lipnice nad Sázavou nahe seinem Wohnhaus

- Májové výkřiky (1903, Gedichtesammlung)
- Trampoty pana Tenkráta (1912)
- Dobrý voják Švejk a jiné podivné historky (1912)
- Průvodčí cizinců (1913)
- Osudy dobrého vojáka Švejka za světové války (Die Abenteuer des guten Soldaten Švejk im Weltkrieg, 1921–23).
- Črty, povídky a humoresky (1955, Sammlung seiner Erzählungen)
- Die schönsten Geschichten (Berlin 2009, ISBN 978-3-351-03265-4)
- Die Ausrottung der Praktikanten der Speditionsfirma Kobkán (Stuttgart 2015, ISBN 978-3-15-011045-4)

## Belege
1. ↑  Antonín Brousek: Nachwort. In: Jaroslav Hašek: Die Abenteuer des guten Soldaten Švejk im Weltkrieg. Reclam, Stuttgart 2016, ISBN 978-3-15-960444-2, S. 963 f.
2. ↑  Cecil Parrott: Jaroslav Hašek. A study of Švejk and the short stories. Cambridge University Press, 1982, S. 11.
3. ↑  Antonín Brousek: Nachwort. In: Jaroslav Hašek: Die Abenteuer des guten Soldaten Švejk im Weltkrieg. 4. Auflage. Reclam, Stuttgart 2016, ISBN 978-3-15-960444-2, S. 965.
4. ↑  Nach Ilse Seehase: Nachwort zu Jaroslav Hašek: Der Menschenhändler von Amsterdam. Insel-Verlag, Leipzig, 1965, S. 293
5. ↑  Minor Planet Circ. 9768 (PDF; 194 kB)

| Personendaten    | Personendaten                                                    |
| ---------------- | ---------------------------------------------------------------- |
| NAME             | Hašek, Jaroslav                                                  |
| KURZBESCHREIBUNG | tschechischer Schriftsteller, Autor von Der brave Soldat Schwejk |
| GEBURTSDATUM     | 30. April 1883                                                   |
| GEBURTSORT       | Prag                                                             |
| STERBEDATUM      | 3. Januar 1923                                                   |
| STERBEORT        | Lipnice nad Sázavou                                              |